# Ecnomus papuanus
Ecnomus papuanus là một loài Trichoptera trong họ Ecnomidae. Chúng phân bố ở miền Australasia.